# Khamag Mongol
 (mars 2015).
Si vous disposez d'ouvrages ou d'articles de référence ou si vous connaissez des sites web de qualité traitant du thème abordé ici, merci de compléter l'article en donnant les références utiles à sa vérifiabilité et en les liant à la section « Notes et références ».
1120–1206
Le Khamag Mongol (mongol bitchig : ᠬᠠᠮᠤᠭ
ᠮᠣᠩᠭᠣᠯ, translittération : Khamag Mongγol ; mongol cyrillique : Хамаг Монгол, translittération : Khamag Mongol, signifiant « Entièreté mongole ») est une confédération politique mongole majeure (khanlig, хаадыг) sur le plateau mongol au XIIe siècle. Il est également parfois considéré comme l'État précurseur de l'Empire mongol. Le clan Bordjigin d'où émergea  Gengis Khan, faisait partie de cette alliance, mais n'y exerçait pas un rôle central.